# Фритюр
Фритю́р (фр. friture, від frit — «смажений») або глибоке смаження — метод приготування їжі, при якому їжа занурюється в гарячий жир, наприклад, у рослинну олію чи фритюрний жир. Глибоке смаження зазвичай виконується у фритюрниці. Продукти повністю занурюють у жир, налитий у глибокий посуд і нагрітий до 130—180 °C. При такому способі смаження необхідне дотримання правильного співвідношення жиру й продукту — 4:1.
Фритюр часто використовують для приготування так званої вуличної їжі — чебуреків, пончиків, пиріжків. На фритюрі готується і картопля фрі.

## Техніка
Якщо глибоке смаження виконується належним чином, обсмажування у фритюрі не робить їжу надмірно жирною, оскільки волога в харчових продуктах відштовхує жир. Гаряча олія нагріває воду в їжі, утворюється пара, і жир не може йти проти напрямку цього потужного потоку пари, тому що (за його високої температури) водяна пара штовхає бульбашки на поверхню. Поки жир є досить гарячим і їжа не занурена в нього занадто довго, проникнення жиру буде лише у зовнішній поверхні продукту. Тим не менше, якщо їжа готувалася в жирі занадто довго, багато води буде втрачено, і жир почне проникати в їжу. Правильна температура смаження залежить від товщини і типу їжі, але здебільшого вона знаходиться між 175 і 190 °C.